# Tidaholm
Tidaholm (em sueco: Tidaholm;  ouça a pronúncia) é uma cidade sueca da região da Svealand, na província da Västergötland, no condado da Västra Götaland e comuna de Tidaholm, onde é sede. 
Tem 6 quilômetros quadrados e segundo censo de 2018, havia 8 198 habitantes.
É atravessadda pelo rio Tidan.
Está situada a 25 km a leste de Falköping e a 32 km a sul de Skövde.
Tidaholm é conhecida pela sua fábrica de fósforos (Vulcans tändsticksfabrik), a única ainda existente no país, e pelo seu estabelecimento prisional (Anstalten Tidaholm), um dos maiores e mais seguros da Suécia.

## Ensino
- Escola Superior Popular de Helliden (Hellidens folkhögskola; em Tidaholm, perto de Skövde e Falköping.) [5]